# Leandro Bassano
Leandro Bassano (Bassano del Grappa, 10 de Junho de 1557 — 15 de abril de 1622 Veneza, 1622), também conhecido como Leandro dal Ponte foi um artista italiano de Bassano del Grappa, irmão mais novo de Francesco Bassano, o Jovem, e terceiro filho de Jacopo Bassano. O nome deles é decorrente da cidade de Bassano del Grapa. Leandro estudou com seu irmão na oficina de seu pai, mas assumiu o lugar quando Francesco abriu uma oficina em Veneza. Leandro seguiu a tradição das obras religiosas de seu pai, mas também tornou-se conhecido por pintar retratos.
Por volta de 1575, Leandro tornou-se um ajudante importante para seu pai, já que seu irmão estava em Veneza. Seu pai queria que o terceiro filho continuasse o estúdio em Bassano del Grappa, porém, depois de sua morte, o irmão de Leandro, Francesco, cometeu suicídio e o artista decidiu então assumir o estúdio em Veneza. Lá, ele se tornou um retratista de sucesso, se aproximando do estilo do mestre veneziano, Tintoretto. 
Leandro desenvolveu seu estilo, assumindo a influência veneziana, promovendo seu estilo de desenho fino. Sua abordagem na pintura diferiu da de seu pai, já que Leandro usava pinceladas finas, com cores claras e leves, aplicadas suavemente em áreas bem definidas, ao contrário de seu pai, que pintava com movimentos robustos e pinceladas densas.
Seu sucesso se fez em Veneza, inclusive o proporcionando uma cavalaria do Doge de Veneza, Marino Grimani, em 1595. Ele passou o resto de sua vida na cidade. Com isso, Leandro começou a assinar seu nome com o honorário "Eques". Grande parte de seu trabalho não está datado e suas obras às vezes são confundidas com outros artistas. Este é o caso do Portrait of a Old Man, que está no Museu de Belas Artes de Budapeste - certa vez pensaram se tratar de uma obra de Tintoretto. 
Além de seus muitos retratos e peças religiosas, Leandro pintou obras seculares de gênero, como a Concert, que está atualmente na Galeria Uffizi, e Kitchen Scene, exposta no Museu de Arte da Universidade de Indiana.

## Obras

### Retratos
- Portrait of and Old Man, óleo sobre tela (Museu das Belas Artes, Budapeste)
- Portrait of an Old Woman, óleo sobre tela (Museu Hermitage)
- Portrait of a Man, óleo sobre tela, (Museu Ringling)
- Portrait of a Man, óleo sobre tela, (Museu de Arte de Indianápolis)
- Portrait of a Man, óleo sobre tela, (Galeria de Arte de Ontário)
- Portrait of a Widow at her Devotions, óleo sobre tela, (Coleção privada)
- Penélope, óleo sobre tela, (Musée des Beaux-Arts de Rennes)
- Procurator of San Marco or Portrait of Duke of Candia Giovanni Francesco Sagredo, óleo sobre tela, (Ashmolean Museum)

### Obras religiosas
- Angel, óleo sobre tela, (Museu Nacional da Sérvia, Belgrado)
- Marriage at Cana, óleo sobre tela, (O Louvre)
- Incredulity of St. Tomas, óleo sobre tela, (Museu Hermitage)
- Moses Striking a Rock, óleo sobre tela, (O Louvre)
- Expulsion of the merchants of the Temple, óleo sobre tela, (Museu das Belas Artes, Lille)
- Carrying of the Cross, óleo sobre tela, (Museu Hermitage)
- Christ at the house of Simon the Pharisee, giz no papel (Museu Fitzwilliam)
- Last Supper
- Last Judgment, óleo sobre tela, (Birmingham Museum of Art)
- Lucretia, óleo sobre tela, (Gallerie dell'Accademia)
- The Tower of Babel, óleo sobre tela, (National Gallery, Londres)
- The Adoration of the Shepherds (após Jacopo Bassano), giz em papel (National Galleries of Scotland)

### Outros tipos
- La Riva degli Schiavoni, óleo sobre tela, (Real Academia de Bellas Artes de San Fernando)
- Concert, óleo sobre tela, (Galeria Uffizi)
- Kitchen Scene, óleo sobre tela, (Museu de Arte da Universidade de Indiana)
- Berenice, óleo na serapilheira, (Ca 'Rezzonico)
- Fish Market by the sea, por volta de 1578, óleo sobre tela, (Museé des beaux-arts, Angoulême)
- Allegory of the Element Eart, por volta de 1580, (O Museu de Arte Walters)